# 长花马先蒿
长花马先蒿（学名：Pedicularis longiflora）是列当科马先蒿属的植物。分布于蒙古、俄罗斯以及中国大陆的青海、河北、甘肃等地，生长于海拔3,350米至3,500米的地区，常生长在高山湿草地中及溪流旁。

## 异名
- Pedicularis longiflora Rudolph var. tubiformis (Klotz.) Tsoong
- Pedicularis longiflora Rudolph var. yinshanensis Z. Y. Chu et Y. Z. Zhao